# Terre Roveresche
Terre Roveresche ist eine italienische Gemeinde (comune) mit 5226 Einwohnern (Stand 31. Dezember 2023) in der Provinz Pesaro und Urbino in den Marken.

## Geografie
Die Gemeinde liegt etwa 25 km südlich von Pesaro und etwa 26 km östlich von Urbino. Die Regionalhauptstadt Ancona liegt etwa 43 km südöstlich. Die Gemeinde liegt bei 264 m s.l.m. Die höchste Erhebung liegt bei 329 m s.l.m., der tiefste Punkt der Gemeinde bei 43 m s.l.m.
Zu den Nachbargemeinden gehören Cartoceto, Colli al Metauro, Fano, Fratte Rosa, Mondavio, Monte Porzio, San Costanzo und Sant’Ippolito.

## Geschichte
Die Gemeinde entstand zum 1. Januar 2017 durch den Zusammenschluss der vorher eigenständigen Gemeinden Barchi, Orciano di Pesaro, Piagge und San Giorgio di Pesaro. Der Rathaussitz befindet sich in Orciano di Pesaro. Bei der Abstimmung zu der Gemeindefusion am 13. November 2016 stimmten in Barchi 83,37 % (46,09 % Wahlbeteiligung), in Orciano di Pesaro 82,67 % (41,77 % Wahlbeteiligung), in Piagge 63,60 % (52,13 % Wahlbeteiligung) und in San Giorgio di Pesaro 72,92 % (53,20 % Wahlbeteiligung) für die Fusion. Im Gesamtergebnis der drei Gemeinden sprachen sich 1736 gültige Stimmen (76,24 %) für die Vereinigung der Gemeinden aus, die mit dem Gesetz Legge Regionale n.28 del 7 dicembre 2016 entstand.